# بوسه بر دهان
بوسه بر دهان (انگلیسی: Kissing on the Mouth) یک فیلم درام آمریکایی به کارگردانی جو سوانبرگ است که در سال ۲۰۰۵ منتشر شد.